# San Jorge matando al Dragón (película)
San Jorge matando al Dragón (en serbio: Свети Георгије убива аждаху, Sveti Georgije ubiva aždahu) es una película serbia de 2009 dirigida por Srđan Dragojević y escrita por Dušan Kovačević. La película, ambientada en la Primera Guerra Balcánica y en las postrimerías de la Primera Guerra Mundial, se estrenó el 11 de marzo de 2009.
Con un presupuesto de alrededor de €5 millones, ha sido una de las producciones cinematográficas serbias más caras hasta la fecha. Una gran parte de los fondos ha sido donado por los gobiernos de Serbia (€1.55 millones) y la República Srpska (€750,000) quienes consideraron la película de gran importancia nacional.
El guion de Kovačević había ya se había ejecutado en una obra de teatro que había sido llevada a escena con gran éxito en el teatro Atelje 212 en Belgrado y en el Teatro Nacional Serbio de Novi Sad.

## Trama
La película empieza con una batalla en contra de los Turcos durante la Primera Guerra de los Balcanes en 1912 y termina con el comienzo de la Primera Guerra Mundial en 1914 y la  crucial Batalla de Cer, la victoria inicial aliada en la Primera Guerra Mundial. Está montada en gran parte dentro y alrededor de una pequeña villa en las orillas del Río Sava en la frontera de Serbia con el Imperio austrohúngaro.
La villa está dividida entre los hombres sanos que son reclutas potenciales para el ejército y la gran cantidad de veteranos inválidos de las anteriores  Guerras de los Balcanes, y existe una amarga animosidad entre los dos grupos, los cuales no se entremezclan mucho el uno con el otro aunque vivan en el mismo pueblo.
El tema central de la película es un triángulo amoroso entre el gendarme de la villa Đorđe, su esposa Katarina y el joven lisiado de Guerra Gavrilo que una vez tuvo una aventura amorosa con Katarina antes de que hubiese sido enviado a la guerra y haber perdido su brazo en batalla, y con el brazo en parte su gusto por la vida. Aunque Katarina mientras tanto se casó con Đorđe, ella todavía le tenía cariño a Gavrilo, el cual es fuente de fricción entre ellos dos.
Al principio de la Primera Guerra Mundial, todos los hombres sanos en la villa son reclutados para combate. Los únicos que se quedan en el pueblo son las mujeres, los niños y los inválidos de las anteriores Guerras de los Balcanes. Rumores empiezan a circular de que los inválidos de la villa están tratando de tomar ventaja de la situación al hacer sus aproximaciones a las mujeres del poblado – las esposas y las mujeres de los hombres reclutados. Esos rumores llegan hasta los aldeanos en las primeras líneas, y para prevenir algún motín el personal del ejército decide reclutar a los inválidos y también mandarlos a la primera línea.

## Reparto
- Lazar Ristovski - Đorđe
- Milutin Milošević - Gavrilo
- Nataša Janjić - Katarina
- Bora Todorović - Aleksa
- Zoran Cvijanović - Mile Vuković
- Dragan Nikolić - Sacerdote
- Boris Milivojević - Rajko Pevac
- Branislav Lečić - Tasić
- Mladen Andrejević - Maestro Mićun
- Srđan Timarov - Mikan
- Predrag Vasić - Vane el huérfano
- Bojan Žirović - Žoja
- Milica Ostojić – Hermana mayor
- Milena Dravić - Tía
- Milena Predić - Jelena
- Slobodan Ninković - Ninko Belotić

## Producción
La empresa de la producción de la película fue una entidad llamada "Sveti Georgije ubiva aždahu" – una única compañía registrada y establecida para los propósitos de este filme integrada por las siguientes compañías: Zillion Film (casa de producción propiedad de Lazar Ristovski), Yodi Movie Craftsman (propiedad de Zoran Cvijanović y Milko Josifov), Delirium Film (propiedad de Srđan Dragojević), y Maslačak Film (propiedad de Biljana Prvanović). Las empresas coproductoras son Oskar Film de Banja Luka y Camera de Bulgaria.
Aparte de los gobiernos de Serbia y Republika Srpska que donaron el total de €2.25 millones, el resto de la capitalización de la película vinieron del fondo de Eurimages que dio €400,000, el Ministerio Serbio de Cultura, Y el Consejo Ejecutivo de la Provincia Autónoma de Vojvodina.
La película tuvo 92 días de rodaje (50 de ellos en la noche) durante el todo el verano y otoño de 2007 en locaciones de Serbia, República Srpska, y Bulgaria. El rodaje empezó el 18 de julio de 2007 y finalizó el 5 de diciembre de 2007. Para la filmación en Serbia, una villa entera fue construida al estilo de principios del siglo XX en el Distrito de Banato del Sur cerca de Deliblatska Peščara con interiores completos y detallados hechos por el cinematógrafo Miljen "Kreka" Kljaković. En República Srpska, la filmación se llevó a cabo en Omarska cerca de Prijedor donde la Batalla de Cer fue recreada.

### Controversia
Originalmente el personaje del joven lisiado de guerra Gavrilo fue para Sergej Trifunović. Sin embargo, debido a que el film estaba a punto de entrar a producción, una disputa sobre asuntos creativos estalló entre él y Lazar Ristovski, uno de los productores del filme quien también interpreta el rol de Đorđe el gendarme. Esto resultó en el despido en efecto de Trifunović de la película y permitió que el joven Milutin Milošević pudiera interpretar el papel de Gavrilo.
Hacia el fin del rodaje, el cinematógrafo de la película Miljen "Kreka" Kljaković se marchó del plató por no habérsele pagado por la cantidad acordada en su contrato.

## Recepción y reacción
Se estrenó a mediados de marzo de 2009 en Serbia y República Srpska (11 de marzo en Belgrado, 12 de marzo en Banja Luka, y el 13 de marzo en Niš) con una gran cobertura de los medios de comunicación, la película recibió mayormente críticas tibias. Muchos de los críticos subrayaron la opinión de que el producto terminado falló al tener el bombo publicitario que lo rodeó.
Las audiencias en general aún respondieron en decentes números. Después de dos semanas del estreno teatral, el filme vendió 67,032 boletos de entrada en Serbia.

## Miniserie en TV
Radio-Televizija Srbije transmitirá una miniserie de televisión en seis partes basada en la película después de su estreno, como parte de la conmemoración del 90 aniversario del fin de la Primera Guerra Mundial.